# نیلی‌مرغ تیره
نیلی‌مرغ تیره (نام علمی: Vidua funerea) نام یک گونه از تیره نیلی‌مرغان است.